# RZA

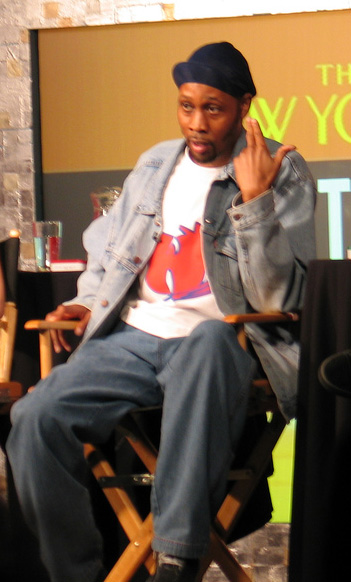
RZA на фестивалі The New Yorker 24 серпня 2005 року.

Ро́берт Фіцдже́ральд Діггз (англ. Robert Fitzgerald Diggs; нар. 5 липня 1969, Бруклін, Нью-Йорк, США), більш відомий під псевдонімом RZA (укр. Різза) — американський продюсер, репер, актор і фактичний лідер хіп-хоп гурту Wu-Tang Clan.
Він особливо відомий своїм музичним продакшном і стилем, який включає використання семплів соулу та рідкісних ударів, який виявився дуже впливовим. Журнал The Source включив його до списку 20 найбільших продюсерів за двадцятирічну історію журналу. Vibe зарахував його до 8 найкращих продюсерів хіп-хопу всіх часів, а NME включив його до списку 50 найкращих продюсерів усіх часів.
Поряд з тим, що RZA продюсерував майже всі альбоми Wu-Tang клану, він також видав кілька альбомів соло і дружніх проектів. Два альбоми були видані під псевдонімом Bobby Digital. RZA є також автором музики до кількох фільмів.
Відомий різносторонньою співпрацею. Автор саундтреку до фільму «Пес-примара: Шлях самурая» де з'явився також в епізодичній ролі. Співкомпозитор саундтреку обидвох частин «Убити Білла». Записав спільний трек з SOAD — «Shame on a Nigga».

## Біографія
Діггс народився 5 липня 1969 року в Браунсвіллі, Бруклін. Його назвали на честь братів Кеннеді Роберта та Джона Фіцджеральда, якими дуже захоплювалася його мати. Діггз назвав своє ім’я «почесним», враховуючи спадщину Роберта та Джона. У Діггза є молодший брат Терренс Хемлін, більш відомий як репер 9th Prince, і старший брат на ім’я Мітчелл Діггз.
У віці від трьох до семи років Діггс проводив літо в Північній Кароліні зі своїм дядьком, який заохочував його читати та навчатися. Роберт познайомився з хіп-хоп музикою у віці дев'яти років, а до одинадцяти вже брав участь у реп-батлі. У 1990 році він переїхав до Стейбенвілля, штат Огайо, щоб жити зі своєю матір'ю. Він проводив вихідні в Піттсбурзі, штат Пенсільванія, де його батько керував міні-магазином у міському районі Хілл.
Діггз був причетний до дрібних злочинів і торгівлі наркотиками, і був звинувачений у замаху на вбивство, перебуваючи в Стейбенвіллі. Його виправдали за звинуваченням, давши йому те, що він назвав «другим шансом».

## Кар'єра
RZA є лідером реп-гурту Wu-Tang Clan та власник лейбла Razor Sharp Records. RZA, GZA та Ol' Dirty Bastard входили до групи Wu-Tang Clan з моменту її заснування. Після успіху дебютного альбому Enter the Wu-Tang (36 Chambers) RZA разом із Prince Paul, Frukwan та Poetic заснував свій перший сайд-проєкт – Gravediggaz. У 1994 році Gravediggaz випустили альбом 6 Feet Deep, який став першою роботою в новому хіп-хоп жанрі - хороркорі. RZA продюсував треки таких відомих музикантів як Tricky, Cypress Hill, The Notorious B.I.G. та інших. Також RZA разом із Cappadonna та Method Man створили лінію одягу Wu-Wear.
RZA - учень шаоліньського ченця Ши Яньміна. Вивчав різні релігії - від ісламу та християнства до буддизму та східноазіатських релігій.
Його режисерським дебютом став фільм «Залізний кулак», у роботі над яким йому допомагав Квентін Тарантіно. «Чесно кажучи, раніше я про таке і мріяти не міг, - зізнається RZA - Якось мені зателефонував Квентін Тарантіно і запропонував мені попрацювати з ним над першою частиною «Убити Білла». Він хотів, щоб саундтрек його фільму звучав так само круто, як і всі мої альбоми. Тільки тоді я переконався в абсолютній геніальності цієї людини. Він просто енциклопедія кінематографа. Після цього я навчався у нього ще 6 років і здобув „вищу освіту“. Але і після випуску з цієї школи кінематографа я не пішов від свого вчителя, він залишився зі мною як хрещений батько фільму „Залізний кулак“.»

## Дискографія

### Студійні альбоми
- Bobby Digital in Stereo (1998)
- Digital Bullet (2001)
- Birth of a Prince (2003)
- Digi Snacks (2008)

### Спільні альбоми
- 6 Feet Deep (з Gravediggaz) (1994)
- The Pick, the Sickle and the Shovel (з Gravediggaz) (1997)
- The World According to RZA (2003)
- Anything But Words (with Banks & Steelz) (2016)
- Saturday Afternoon Kung Fu Theater (з DJ Scratch) (2022)